# کابیسوئلا
کابیسوئلا دهستانی در استان آبیلای اسپانیا است.
در این دهستان ۱۳۸ نفر زندگی می‌کنند. مساحت این دهستان ۱۹٫۱۲ کیلومتر مربع است.